# ヒーロー (茨城県の企業)
株式会社ヒーロー（英: HERO Co., Ltd.）は、茨城県牛久市に本社を置き、ディスカウントストアであるディスカウントスーパーヒーローを運営している日本の小売業者。

## 概要
茨城県県南地域を中心にディスカウントスーパーヒーローを13店舗を構える。
主な取扱商品は生鮮三品（肉・魚・野菜）を除く食品関係及び飲料関係・家庭雑貨だが、2007年12月にオープンした千代田店では、通常の生鮮スーパーとして生鮮三品を扱っている。またメインのスーパー事業以外にも、不動産事業や、ブランド事業・チケット事業などを行っている。現在はつくば市と行方市に物流拠点（HGロジスティック）を設けている。
2021年3月31日付で、名古屋鉄道から金沢名鉄丸越百貨店と金沢スカイホテル全株式を取得して子会社化すると同時に、同年4月1日に金沢名鉄丸越百貨店の商号を金沢丸越百貨店（店舗名は「金沢エムザ」）へ変更した。

## 店舗一覧
現在の店舗の詳細は、公式サイトの店舗案内を参照。
- 牛久店 - 茨城県牛久市女化町718（本社所在地）
- 龍ケ崎店 - 茨城県龍ケ崎市3955
- 阿見店 - 茨城県稲敷郡阿見町中郷2-26-1
- 石岡店 - 茨城県石岡市八軒台21-1
- 牛久中央店 - 茨城県牛久市中央2-17-3
- 下館店 - 茨城県筑西市岡芹798
- 佐原店 - 千葉県香取市佐原ロ2119
- 土浦店 - 茨城県土浦市下高津4-9-6
- 稲敷店 - 茨城県稲敷市角崎1670-1
- 千代田店 - 茨城県かすみがうら市稲吉東5‐7-2
- 笠間店 - 茨城県笠間市旭町292-1
- 水戸店 - 茨城県水戸市平須町1828-58
- 水戸双葉台店 - 茨城県水戸市中丸町543

## 店舗例ギャラリー

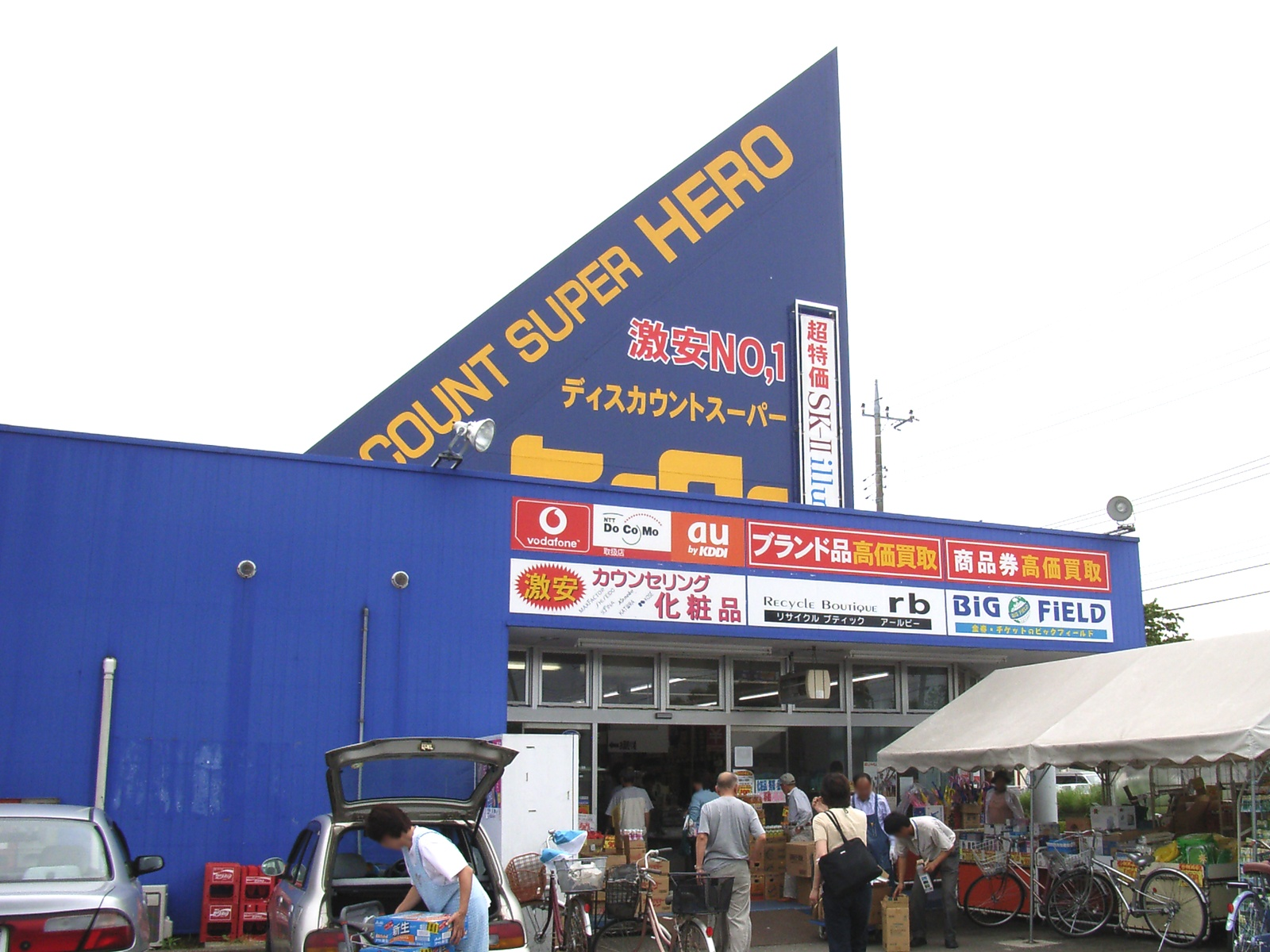
ヒーロー 牛久中央店
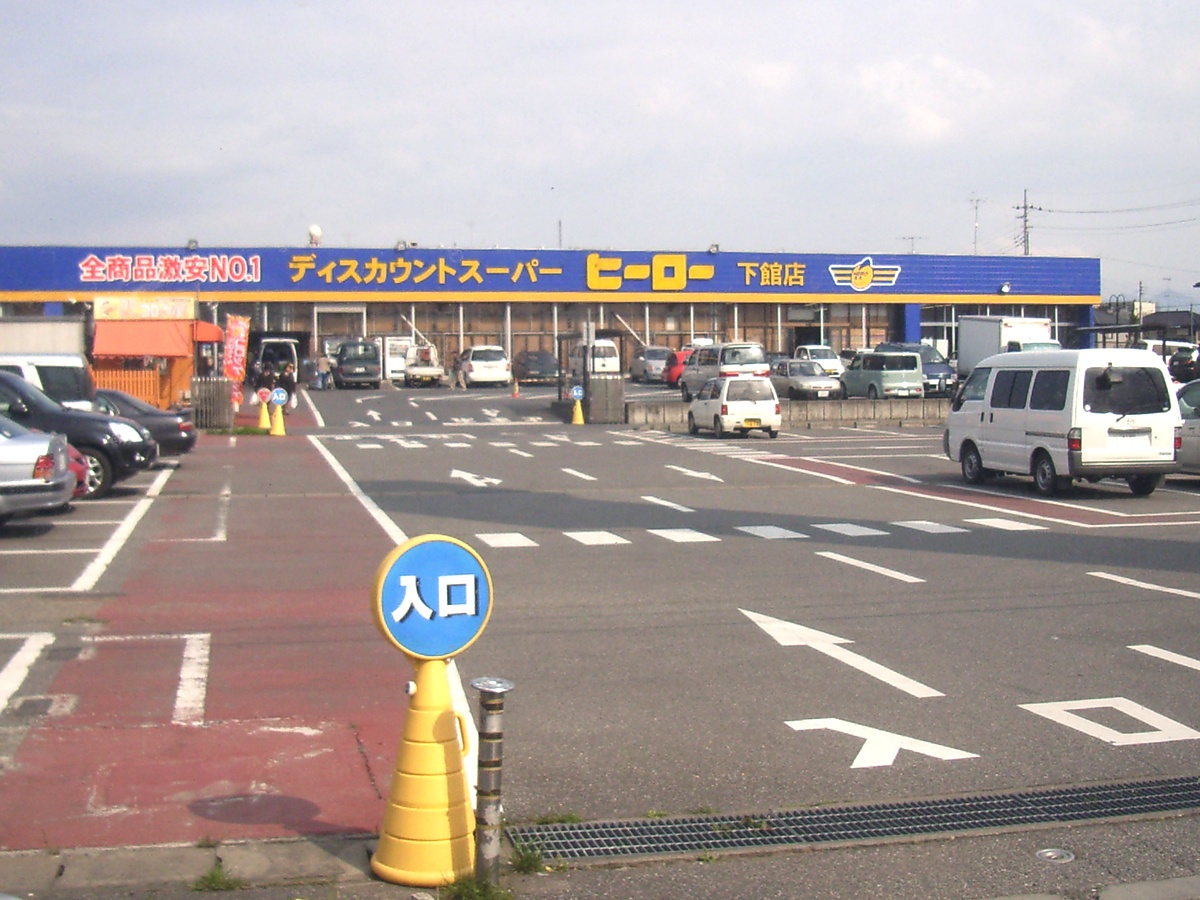
ヒーロー 下館店

## 関連企業
- 株式会社ジョイ・フローラ - 飲食業（千葉県野田市）
- 有限会社エム･エス･コーポレーション - 印鑑の販売、及び看板等の販促物の作成（牛久市）
- 有限会社フロンティア - 不動産業（龍ケ崎市）
- 株式会社シンワテック - オフィス用品、店舗用品（阿見町）
- 有限会社和氣 - 総合建設業（つくば市）
- 株式会社モードツー
- 株式会社ファーストライン
- 日本窯炉株式会社
- ジャスマックプラザ株式会社 - ホテル運営（北海道札幌市）
- 株式会社金沢丸越百貨店 - 百貨店運営（石川県金沢市）
- 株式会社金沢スカイホテル - ホテル運営（石川県金沢市）